# Ouratea rubricyanea
Ouratea rubricyanea är en tvåhjärtbladig växtart som beskrevs av José Cuatrecasas. Ouratea rubricyanea ingår i släktet Ouratea och familjen Ochnaceae. Inga underarter finns listade i Catalogue of Life.